# Беринжел
Беринжел (порт.  Beringel) — фрегезия (район) в муниципалитете Бежа округа Бежа в Португалии. Территория — 16 км². Население — 1525 жителей. Плотность населения — 95,3 чел/км².